# Neuseeländische Cricket-Nationalmannschaft gegen Australien in der Saison 1989/90
Die Touren der neuseeländischen Cricket-Nationalmannschaft gegen Australien in der Saison 1989/90 war je eine Tour mit je einem Tests, die die beiden Teams gegeneinander in jeweils einem der Länder austrugen. Die Tour in Australien fand vom 24. bis zum 28. November 1989 statt, die Tour in Neuseeland vom 15. bis zum 19. Februar 1990. Die internationale Cricket-Touren waren Bestandteil der Internationalen Cricket-Saison 1989/90. Die Serie in Australien endete 0–0 unentschieden, die Serie in Neuseeland konnte der Gastgeber mit 1–0 gewinnen.

## Vorgeschichte
Das letzte Aufeinandertreffen der beiden Mannschaften bei einer Tour fand in der Saison 1987/88 in Australien statt.

## Tour in Australien

### Stadion
Das folgende Stadion wurden für die Tour als Austragungsort vorgesehen.
| Stadion     | Stadt | Kapazität | Spiele  |
| ----------- | ----- | --------- | ------- |
| WACA Ground | Perth | 20.000    | 1. Test |

### Kaderlisten
Die Mannschaften benannten die folgenden Kader.
| Test | Test |
| Australien | Neuseeland |
| --- | --- |
| - Terry Alderman - David Boon - Allan Border - Ian Healy - Merv Hughes - Dean Jones - Geoff Lawson - Tom Moody - Carl Rackemann - Mark Taylor - Steve Waugh | - Chris Cairns - Martin Crowe - Jeff Crowe - Mark Greatbatch - Danny Morrison - Dipak Patel - Ian Smith - Martin Snedden - Bert Vance - Willie Watson - John Wright |

### Test in Perth
| 24. – 28. November Scorecard | Perth | Australien 521-9d | – | Neuseeland 231 & 322-7 (162) |
|                              |       | Remis             |   |                              |

## Tour in Neuseeland

### Stadion
Das folgende Stadion wurden für die Tour als Austragungsort vorgesehen.
| Stadion       | Stadt      | Kapazität | Spiele  |
| ------------- | ---------- | --------- | ------- |
| Basin Reserve | Wellington | 11.000    | 1. Test |

### Kaderlisten
Die Mannschaften benannten die folgenden Kader.
| Test | Test |
| Neuseeland | Australien |
| --- | --- |
| - John Bracewell - Jeff Crowe - Trevor Franklin - Mark Greatbatch - Richard Hadlee - Richard Jones - Danny Morrison - Ken Rutherford - Ian Smith - Martin Snedden - John Wright | - Terry Alderman - David Boon - Allan Border - Greg Campbell - Ian Healy - Dean Jones - Geoff Marsh - Carl Rackemann - Mark Taylor - Peter Taylor - Steve Waugh |

### Test in Wellington
| 15. – 19. März Scorecard | Wellington | Australien 110 (45.2) & 269 (109.2) | – | Neuseeland 202 (121) & 181-1 (63.4) |
|                          |            | Neuseeland gewinnt mit 9 Wickets    |   |                                     |